# Жилетово (Дзержинский район)
Жилетово — деревня в Дзержинском районе Калужской области. Административный центр и единственный населённый пункт сельского поселения «Деревня Жилетово».

## География
Деревня находится на расстоянии примерно 14 км к юго-востоку от города Кондрово, административного центра района.

### Часовой пояс
Деревня Жилетово, как и вся Калужская область, находится в часовой зоне МСК (московское время). Смещение применяемого времени относительно UTC составляет +3:00.

## Население
| 2002  | 2010  | 2012  | 2013  | 2014  | 2015  | 2016  |
| ----- | ----- | ----- | ----- | ----- | ----- | ----- |
| 3031  | ↗3090 | ↗3096 | ↘3094 | ↘3067 | ↗3082 | ↘3075 |
| 2017  | 2021  |       |       |       |       |       |
| ↘3069 | ↘3052 |       |       |       |       |       |

## Улицы
| - ул. Луговая, - ул. Новый Сад, - ул. Первомайская, - ул. Полевая, | - ул. Промышленная, - ул. Садовая, - ул. Солнечная, - ул. Широкая. |

## Экономика
Промышленность представлена заводом «Калугакабель» и ЗАО «Аркон».